# Coregonus heglingus
Coregonus heglingus is een straalvinnige vissensoort uit de familie van de zalmen (Salmonidae) en de onderfamilie houtingen. De wetenschappelijke naam van de soort is voor het eerst geldig gepubliceerd in 1822 door Heinrich Rudolf Schinz. Het is een endemische vissoort uit Zwitserland. De Duitse naam voor deze vis is Hägling.

## Kenmerken
Deze vis kan doorgroeien tot 24 cm lengte. De vis onderscheidt zich van andere houtingsoorten in hetzelfde water door de aantallen kieuwboogaanhangsels (29-42), aantal schubben tussen zijlijn en rugvin (8-9) en tussen anaalvin en zijlijn (7-8).

## Verpsreiding en leefgebied
De Hägling komt alleen voor in het Meer van Zürich en het Walenmeer in Zwitserland. De vis houdt zich op in diep water. Het paaien begint in het Meer van Zürich in de zomer en duurt mogelijk tot in de winter, in het Walenmeer in oktober. De paai vindt ook plaats op grote diepten tussen de 20 en 80 m bij steile oevers.

## Status
Nader onderzoek aan de houtingsoorten in beide meren is noodzakelijk om vast te stellen om welke soorten het precies gaat en of de populatie-aantallen stabiel zijn. Tot die tijd staat deze soort als onzeker (data deficient) op de Rode Lijst van de IUCN.